# Piotr Farfał
Piotr Grzegorz Farfał (ur. 18 maja 1978 w Głogowie) – polski polityk, publicysta, prawnik.
Od 2006 wiceprezes TVP. Pełniący obowiązki prezesa TVP w latach 2008–2009.

## Życiorys

### Wykształcenie i praca zawodowa
Ukończył II Liceum Ogólnokształcące im. Mikołaja Kopernika w Głogowie, studia na Wydziale Prawa Uniwersytetu Szczecińskiego, Podyplomowe Studium Podatkowe w Wyższej Szkole Bankowej we Wrocławiu oraz Canadian International Management Institute.
Był prezesem wydawnictwa Ars Politica. Od stycznia do maja 2006 pełnił funkcję wiceprezesa Wojewódzkiego Funduszu Ochrony Środowiska i Gospodarki Wodnej w Warszawie.
Jest autorem książki Myśleć po polsku.

### Początek działalności publicznej
W 1993 został skinheadem. Był członkiem Polskiej Wspólnoty Narodowej Bolesława Tejkowskiego, od 1995 był członkiem Stronnictwa Narodowego „Szczerbiec” i redaktorem neonazistowskiego zinu „Front”. Następnie wstąpił do Narodowego Odrodzenia Polski (NOP) i działał w partii zarówno na Dolnym Śląsku, jak i później na studiach w Szczecinie. Publikował w tym czasie w „Szczerbcu”, miesięczniku NOP. Później związał się z Ligą Polskich Rodzin (LPR) i został redaktorem „Wszechpolaka”, pisma Młodzieży Wszechpolskiej.

### Działalność polityczna
W wyborach samorządowych w 2002 kandydował z ramienia LPR do Rady Gminy Głogów. Uzyskał 2,67% głosów poparcia i nie został wybrany. W 2005 bez powodzenia kandydował w wyborach do Sejmu w okręgu koszalińskim uzyskując 3172 głosy.

### Praca w Telewizji Polskiej
18 maja 2006 został powołany przez Radę Nadzorczą Telewizji Polskiej na członka Zarządu Telewizji Polskiej S.A. Na stanowisku wiceprezesa Farfał nadzorował pracę Biura Audytu i Kontroli Wewnętrznej, Ośrodka Administracji, Ośrodka Opieki Zdrowotnej oraz Ośrodka Dokumentacji i Zbiorów Programowych.
W związku z publikacjami Gazety Wyborczej 20 czerwca 2006 Farfał podał się do dyspozycji Rady Nadzorczej TVP, która utrzymała go na stanowisku. 20 listopada 2008 Rada Nadzorcza TVP podjęła uchwałę o zawieszeniu go na trzy miesiące w obowiązkach członka Zarządu TVP. W uzasadnieniu swej decyzji Rada Nadzorcza wskazała na kwestie związane z polityką kadrową prowadzoną w podlegających mu jednostkach Spółki. 19 grudnia 2008 r. członkowie Rady Nadzorczej TVP przywrócili go do obowiązków członka Zarządu TVP i jednocześni powołali na stanowisko pełniącego obowiązki prezesa TVP. Decyzji tej nie uznało 3 z 7 członków Rady nadzorczej oraz prezes Krajowej Rady Radiofonii i Telewizji. 29 grudnia 2008 sędziowie Krajowego Rejestru Sądowego uznali, że uchwała Rady Nadzorczej TVP została przyjęta zgodnie z prawem i wprowadzili odpowiednie zmiany do Rejestru uznając formalnie Piotra Farfała za legalnie sprawującego funkcję Prezesa Zarządu TVP.
3 lipca 2009 na prezesa zarządu Telewizji Polskiej S.A. w miejsce p.o. Piotra Farfała wybrany przez radę nadzorczą został Sławomir Siwek, jednak sąd rejestrowy w I instancji 13 lipca 2009 odmówił dokonania jego wpisu do KRS, uznając uchwały rady nadzorczej za nieistniejące.
19 września 2009 odwołany ze stanowiska prezesa TVP, co potwierdził sąd rejestrowy 30 września 2009.

### Późniejsza działalność
W późniejszych latach rozpoczął prowadzenie indywidualnej praktyki adwokackiej w Warszawie.